# Ru de Bonneval
Der Ru de Bonneval (im Oberlauf auch Fossé des Mourrières genannt) ist ein kleiner Fluss in Frankreich, der im Département Marne in der Region Grand Est verläuft. Er entspringt im Gemeindegebiet von Charleville, entwässert generell Richtung Westsüdwest und mündet nach rund 19 Kilometern im Gemeindegebiet von Joiselle als rechter Nebenfluss in den Grand Morin.

## Orte am Fluss
(Reihenfolge in Fließrichtung)
- Le Clos le Roi, Gemeinde Charleville
- Perthuy, Gemeinde Le Gault-Soigny
- Morsains
- Tréfols
- Les Cheigneux, Gemeinde Tréfols
- La Queue, Gemeinde Joiselle